# Flughafen Sauðárkrókur

i8
i11
i13
Der Flughafen Sauðárkrókur (isländisch Alexandersflugvöllur früher Sauðárkróksflugvöllur, IATA-Code: SAK, ICAO-Code: BIKR) liegt im Nordwesten von Island.
Der Flughafen liegt 3 km östlich der Stadt Sauðárkrókur, zwischen den Vestari-Héraðsvötn im Osten und der Sauðárkróksbraut  im Westen.
Über diese Straße, die von der Stadt nach Osten führt, erfolgt vom Norden her die Zufahrt.
Bis 2013 unterhielt die Fluggesellschaft Flugfélagið Ernir eine Verbindung nach Reykjavík.
Spätere Versuche der Wiederaufnahme scheiterten, zuletzt 2018.
Aktuell gibt es keine regelmäßigen Flüge zum Alexandersflugvöllur.

## Geschichte
Der Flugplatz wurde am 14. Oktober 1949 nach nur 48 Arbeitstagen mit einer 600 m langen Start- und Landbahn eröffnet.
Es gab Pläne diesen Flugplatz zu einem internationalen Frachtflughafen auszubauen.
Er hatte mit 2014 m Islands längste Landebahn nach Keflavík.
Der Flugplatz bekam seinen Namen am 15. Juli 1988, dem 100. Geburtstag von Alexander Jóhannesson (1888–1965).
Alexander war ein Rektor der Háskóli Íslands, setzte sich für den Flugverkehr ein und ist in der Nähe geboren.